# Brothers: A Tale of Two Sons
Brothers: A Tale of Two Sons (übersetzt: Brüder: Eine Geschichte zweier Söhne) ist ein 2013 erschienenes Videospiel des schwedischen Entwicklerstudios Starbreeze Studios, das zuvor vor allem durch Actionspiele bekannt wurde. Im Spiel, einem Adventure mit zahlreichen Geschicklichkeitseinlagen, folgt man zwei Brüdern auf einer tragischen Reise durch eine von der nordischen Mythologie inspirierten Welt, um das Leben ihres Vaters zu retten. Brothers: A Tale of Two Sons entstand in Zusammenarbeit mit dem bekannten Regisseur Josef Fares. Das Spiel wurde von der Kritik durchweg positiv aufgenommen und als einer der Höhepunkte des Jahres 2013 sowie als Argument für Videospiele als Kunstform genannt. So erhielt es auch mehrere Auszeichnungen, wie bei den Spike Video Game Awards oder den British Academy Video Games Awards.

## Handlung
Die Geschichte handelt von den beiden Brüdern Naia und Naiee. Der Jüngere der beiden, Naiee, musste hilflos mitansehen, wie seine Mutter bei einem Bootsausflug ertrank, was ihn nachhaltig prägte und seine Angst vor Gewässern und dem Schwimmen festigte. Eines Tages erkrankt der Vater der beiden Brüder schwer. Nachdem sie ihn zum örtlichen Heiler gebracht haben, erfahren sie von diesem, dass nur das „Wasser des Lebens“ das Leben des Vaters retten kann. Die Quelle des Wassers befindet sich im mehrere Tagesreisen entfernten Lebensbaum. Gemeinsam treten die Brüder die Reise an, um das Leben ihres Vaters zu retten.
Ihre Reise führt sie hinaus aus ihrem Heimatdorf, sie befreunden sich mit einem Troll, dessen geraubtes Weib sie retten. Sie durchqueren finstere Wälder voller Wölfe, Gehenkter und bedrohlicher Bäume. Sie bewahren einen Fremden, dessen Frau und Kind verstorben sind, vor dem Suizid und lernen einen Erfinder kennen. Schließlich erreichen die beiden die verlassene Festung eines Riesen, wo sie einen im Käfig gefangenen, verletzten Greif befreien. Auf seinem Rücken trägt sie dieser weiter, bis der Greif seinen Verletzungen erliegt. Gerade Naiee versetzt der Tod des Greifen in Trauer. Anschließend durchqueren die Brüder ein Tal, welches offenbar als Schlachtfeld diente und von toten Riesen gesäumt ist. Im Gebirge retten sie eine junge Frau davor, von einem dort lebenden Stamm geopfert zu werden. Das Mädchen steht den Brüdern fortan bei, hilft ihnen beim Durchqueren eisiger Gewässer und schneebedeckter Berge. Die drei gelangen in ein verlassenes Dorf, in dem die Bevölkerung offenbar einen verzweifelten Kampf gegen einen unsichtbaren Schneeriesen führte. Nachdem auch diese Gefahr gebannt ist, beginnt die junge Frau den älteren Bruder zu bezirzen. Sie lockt den liebestrunkenen Naia in eine Höhle, Naiee folgt widerwillig. Dort entpuppt sich das Mädchen als monsterhaftes Spinnenwesen, welches die Brüder direkt in ihr Nest lockte, um sie dort zu verspeisen. Zusammen bekämpfen sie die Spinne, doch kurz vor ihrem Tod verwundet sie Naia.
Obwohl beinahe am Ziel, hat Naiee Mühe, seinen verwundeten Bruder zum Baum des Lebens zu schleppen. Naia schickt seinen Bruder allein in den Baum, wo dieser das Wasser holen soll, während er selbst sich am Fuße des Baumes ausruhen möchte. Doch als Naiee zurückkehrt, ist Naia bereits seiner Verletzung erlegen. Voller tiefer Trauer gräbt Naiee ein Grab am Baum und beerdigt seinen großen Bruder darin. Von einem weiteren Greifen wird Naiee dann zurück in die Nähe seines Heimatdorfes geflogen. Naiee ist durch die Reise und den Tod seines Bruders gereift. Er überwindet seine Angst vor dem Schwimmen, seine körperliche Schwäche. So schafft er es schließlich, seinen Vater durch das mitgebrachte Wasser zu heilen. Kurze Zeit später gedenken Vater und Sohn der Verstorbenen an den Gedenksteinen für Mutter und Sohn. Der Vater bricht weinend zusammen, während der gereifte Naiee die Situation mit Fassung erträgt. Das Bild schwenkt ab, zu einem Greifen, der gen Horizont fliegt.

## Spielprinzip und Technik
Als Spieler folgt man den Charakteren aus einer isometrischen Perspektive mit frei drehbarer Kamera. Bemerkenswert dabei ist, dass man stets beide Brüder gleichzeitig mit einem Controller steuert. Für sämtliche Steuerungsbefehle und Interaktionen werden allein die beiden Sticks, sowie zwei Schultertasten benötigt. Inwiefern dabei mit Gegenständen, anderen Charakteren oder der Umgebung interagiert wird, ist stets kontextabhängig. Die linke Hälfte des Controllers dient dabei zur Kontrolle des älteren Bruders, die rechte für die Kontrolle des jüngeren. Für das Bestehen des Spieles ist es dabei unerlässlich, die Abfolge beider Charaktere auf einander abzustimmen, sowie auf deren Eigenheiten zu achten, etwa die größere Körperkraft des älteren Bruders oder die Angst vor Wasser und schlankere Gestalt des jüngeren. Das Spiel bietet keinerlei Bildschirmanzeigen oder Spielleben. Das Ableben eines der Brüder führt zu einem Neustart an großzügig gesetzten Rücksetzpunkten. Gesprochen wird im Spiel zwar, allerdings in einer nordisch-arabisch anmutenden Fantasiesprache; Mimik und Gestik der Charaktere nehmen breiten Raum ein. Die Musik des Spieles ist geprägt von Kulning.

## Entwicklungs- und Veröffentlichungsgeschichte
Nach den Download-Versionen von 2013 erschien das Spiel 2015 zusätzlich als Blu-ray für die Konsolen PlayStation 4 und Xbox One. Neben einer höheren Auflösung bietet diese Version auch Bonusmaterial wie Bildergalerien, den Soundtrack sowie einen Audiokommentar von Josef Fares. Seit Oktober 2015 gibt es das Spiel auch für mobile Endgeräte mit dem Betriebssystem iOS. Im September 2020 wurde das Spiel in einer Version für die Cloud-Gaming-Plattform Amazon Luna veröffentlicht.

## Rezeption
Die Kritiken für Brothers – A Tale of Two Sons fielen sehr wohlwollend aus. Besonders hervorgehoben wurden die Atmosphäre, gepaart mit dem stimmungsvollen Klangbild. Auch die packende, emotionale Geschichte wird stets betont. So nennt Carsten Görig von Spiegel Online das Spiel eine Geschichte „über Erwachsenwerden, über Freundschaft, Zusammenarbeit und das Entwickeln von Mut, über Selbstvertrauen und den Glauben an sich selbst“.
Auch Sebastian Stange von der Zeitschrift PC Games bezeichnet das Spiel als „Märchen für Erwachsene“, sowie als „eines der mitreißendsten Spiele des Jahres“. Patrick Mittler von der GamePro sieht es gar als „Kleinod“.

„Es kommt nicht oft vor, dass uns ein Spiel so richtig packt, dass es uns auch nach dem Abspann noch lange beschäftigt und dass wir uns unbedingt mit anderen austauschen wollen, die es ebenfalls erlebt haben. Ein stilles, magisches Abenteuer. Es ist mehr eine Erfahrung als eigentliches Spiel. Das Spiel nahm mich auf eine Reise mit, die ich so nicht habe kommen sehen. Diese Reise hat mich schockiert, gerührt, begeistert und immer wieder staunen lassen – eben weil sie keiner Genre-Regel folgt und weil die Spielmechanik all das Erlebte unterstreicht. Nein, es ist nicht perfekt. Aber wer Lust auf Story hat, wer von einem Spiel so richtig aus der realen Welt entführt werden will und wer sich auf die eigenwillige Steuerung einlassen kann, den wird Brothers hoffentlich genauso wie mich voll erwischen! Was für ein Spiel!“

Anlass zu negativer Kritik boten allerdings die kurze Spielzeit sowie der niedrige Schwierigkeitsgrad. Auch wenn die Steuerung des Spieles als innovativ wahrgenommen wurde, wurde dabei eine gewisse Eingewöhnungszeit kritisiert.

„Ein Kinderspiel ist „Brothers – A Tale of Two Sons“ trotz seiner niedlichen Aufmachung nicht. Die Bildsprache ist phasenweise beachtlich erwachsen und brutal. Was sich vordergründig wie ein Märchen anhört, ist im Spiel eine Herz zerreißende Fabel über Verlustängste und den Tod selbst. Jeder Moment hat seine Bedeutung und wird in den dichten Plot eingewoben. „Brothers – A Tale of Two Sons“ lässt mich sprachlos vor dem Bildschirm zurück. Auch wenn das Spiel alles andere als anspruchsvoll oder fordernd war, so gelingt es dem Abenteuer dennoch, mich mit Haut und Haaren in eine fremde Welt einzusaugen. So ist es bei „Brothers – A Tale of Two Sons“ weniger das Spiel als solches, was mich überzeugt, sondern die Emotionen, die es erzeugt. Hier zählt jeder ruhige Moment, jede kleine Geschichte. Und am Ende fühle ich mich so, als hätte mich gerade jemand mit einem Brett vor die Stirn geschlagen. Denn es ist einer dieser Titel, die zeigen, dass Videospiele weit mehr sind als Ego-Shooter, Ballereien und Gewalt. Es ist ein Kunstwerk voller Schönheit, Emotionen und Überraschungen. Ein Stück Videospielkultur.“

Auszeichnungen
- Video Game Awards 2013 (VGX)[18]
  - Best Xbox Game